# Tutta la città ne parla
Tutta la città ne parla (The Whole Town's Talking) è un film del 1935 diretto da John Ford.

## Trama
Arthur Jones, un normale impiegato, scopre di essere il sosia di un delinquente evaso di prigione e ricercato dalla polizia. Quando il gangster viene a conoscenza della somiglianza utilizza l'identità dell'incolpevole Jones per compiere le sue azioni criminali.

## Produzione
Uscito negli Stati Uniti il 22 febbraio del 1935, la sceneggiatura del film prende spunto dal racconto Jail Breaker scritto da W. R. Burnett nel 1932.
Durante la realizzazione furono usati alcuni titoli provvisori, quali Passport to Fame e Jail Breaker; il primo è stato poi utilizzato come titolo definitivo per la pubblicazione nel Regno Unito.
Alcune sequenze presenti nella pellicola sono state riutilizzate dal film del 1931 Codice penale (The Criminal Code) del regista Howard Hawks, prodotto sempre dalla Columbia Pictures.

## Accoglienza
Il film ricevette critiche positive ed il The New York Times lo definì «the best of new year's comedies» (la migliore tra le commedie del nuovo anno).